# Елизабет Локли
Елизабет Локли (на английски: Elizabeth Lochley) е измислен герой от научнофантастичния сериал „Вавилон 5“. Тя е командващ офицер на станцията през петия сезон на продукцията, във филмите „Реката на душите“, „На оръжие“ и „Изгубените истории: Гласове в мрака“, както и в сериала-продължение на „Вавилон 5“, нареченКръстоносен поход.
Капитан Локли е първата съпруга на Джон Шеридан, но бракът им просъществува само няколко месеца. Въпреки това, той се доверява на професионалните ѝ качества и я избира за свой наследник.